# G·E·R·劳埃德
傑弗里·恩尼斯特·理查·劳埃德（英語：Sir Geoffrey Ernest Richard Lloyd，1933年1月25日—），笔名G·E·R·劳埃德（G. E. R. Lloyd）是一位英国历史学家，主要研究方向为古希腊科学与技术。

## 生平
1933年出生于英国，毕业于查特豪斯公學和剑桥大学国王学院，现为剑桥大学李约瑟研究所教授。

## 著作
- 《古代世界的现代思考：透视希腊、中国的科学与文化》（Ancient Worlds, Modern Reflections: Philosophical Perspectives on Greek and Chinese Science and Culture）
- 《早期希腊科学：从泰勒斯到亚里士多德》（Early Greek Science: Thales to Aristotle）等[1]。